# Mohammad Daneshgar
Mohammad Daneshgar (tiếng Ba Tư: محمد دانشگر) là một hậu vệ bóng đá người Iran who currently thi đấu cho câu lạc bộ Iran Esteghlal ở Persian Gulf Pro League.

## Sự nghiệp câu lạc bộ

### Fajr Sepasi
Sau khi tỏa sáng ở Giải vô địch bóng đá U-19 châu Á 2012 anh được đẩy lên đội một bởi Mahmoud Yavari. Anh có màn ra mắt cho Fajr Sepasi trong trận đấu trước Sepahan ở Iran Pro League 2013–14 với tư cách đá chính.

### Naft Tehran
Daneshgar gia nhập Naft Tehran với bản hợp đồng 3 năm ngày 27 tháng 6 năm 2015.

### Esteghlal
Ngày 2 tháng 6 năm 2018, Daneshgar ký hợp đồng với Esteghlal.

## Thống kê sự nghiệp câu lạc bộ
Tính đến 9 tháng 6 năm 2017
| Câu lạc bộ          | Hạng đấu            | Mùa giải            | Giải vô địch | Giải vô địch | Cúp Hazfi | Cúp Hazfi | Châu Á  | Châu Á    | Tổng    | Tổng      |
| Câu lạc bộ          | Hạng đấu            | Mùa giải            | Số trận      | Bàn thắng    | Số trận   | Bàn thắng | Số trận | Bàn thắng | Số trận | Bàn thắng |
| ------------------- | ------------------- | ------------------- | ------------ | ------------ | --------- | --------- | ------- | --------- | ------- | --------- |
| Fajr Sepasi         | Pro League          | 2013–14             | 12           | 0            | 0         | 0         | –       | –         | 12      | 0         |
| Fajr Sepasi         | Hạng đấu 1          | 2014–15             | 6            | 1            | 0         | 0         | –       | –         | 6       | 1         |
| Naft Tehran         | Pro League          | 2015–16             | 17           | 2            | 2         | 0         | –       | –         | 19      | 2         |
| Naft Tehran         | Pro League          | 2016–17             | 22           | 0            | 2         | 0         | –       | –         | 24      | 0         |
| Saipa               | Pro League          | 2017–18             | 26           | 1            | 1         | 0         | –       | –         | 27      | 1         |
| Tổng cộng sự nghiệp | Tổng cộng sự nghiệp | Tổng cộng sự nghiệp | 83           | 4            | 5         | 0         | 0       | 0         | 88      | 4         |

## Sự nghiệp quốc tế

### U20
Anh là một phần của U-20 Iran tại Vòng loại Giải vô địch bóng đá U-19 châu Á 2012, Cúp CIS 2012, Giải vô địch bóng đá U-19 Đông Nam Á 2012 và Giải vô địch bóng đá U-19 châu Á 2012.

### U23
Anh được triệu tập vào trại huấn luyện của U-23 Iran bởi Nelo Vingada để chuẩn bị cho Incheon 2014 và Giải vô địch bóng đá U-22 châu Á 2016 (vòng loại Olympic mùa hè). Anh có tên trong đội hình chính thức của Iran tại Incheon 2014.